# Carròç
Carròs (nom occità) (en francès Carros) és un municipi francès situat al departament dels Alps Marítims i a la regió de Provença – Alps – Costa Blava. L'any 1999 tenia 10.710 habitants.

## Demografia
| Evolució de la població |      |      |      |      |      |      |      |      |
| 1793                    | 1800 | 1806 | 1821 | 1831 | 1836 | 1841 | 1846 | 1851 |
| 404                     | 576  | 607  | 748  | 778  | 811  | 819  | 776  | 854  |

| 1856 | 1861 | 1866 | 1872 | 1876 | 1881 | 1886 | 1891 | 1896 |
| ---- | ---- | ---- | ---- | ---- | ---- | ---- | ---- | ---- |
| 818  | 634  | 656  | 606  | 534  | 525  | 512  | 536  | 560  |

| 1901 | 1906 | 1911 | 1921 | 1926 | 1931 | 1936 | 1946 | 1954 |
| ---- | ---- | ---- | ---- | ---- | ---- | ---- | ---- | ---- |
| 443  | 453  | 453  | 390  | 384  | 403  | 509  | 563  | 662  |

| 1962 | 1968 | 1975  | 1982  | 1990   | 1999   | 2006 | 2011 | 2016 |
| ---- | ---- | ----- | ----- | ------ | ------ | ---- | ---- | ---- |
| 761  | 963  | 4 197 | 8 457 | 10 747 | 10 710 | -    | -    | -    |

| 2019 | - | - | - | - | - | - | - | - |
| ---- | - | - | - | - | - | - | - | - |
| -    | - | - | - | - | - | - | - | - |

## Administració
| Període   | Identitat        | Partit |
| --------- | ---------------- | ------ |
| 1878-1900 | Emmanuel Clergue |        |
| 1900-1921 | Hypollite Isnard |        |
| 1921-1945 | Fernand Barbary  |        |
| 1945-1971 | Laurent Spinelli | PCF    |
| 1971-1995 | Pierre Jaboulet  | PS     |
| 1995-     | Antoine Damiani  | PS     |

## Agermanaments
- San Giustino